# Баба Джун
«Баба Джун» (івр. באבא ג'ון) — ізраїльський драматичний фільм, знятий Ювалем Делшадом. Світова прем'єра стрічки відбулась 11 вересня 2015 року на міжнародному кінофестивалі у Торонто. На кінопремії «Офір» «Баба Джун» став найкращим фільмом і був висунутий Ізраїлем на премію «Оскар-2016» у номінації «найкращий фільм іноземною мовою».
Назва фільму є перським терміном, яким син може ласкаво звернутися до свого батька.

## У ролях
- Навід Негабан
- Девід Діаан
- Вісс Елліот Сафаві
- Ешер Аврахамі
- Еліас Рафаель